# Satoshi Ōtomo
Satoshi Ōtomo (japanisch 大友 慧 Ōtomo Satoshi; * 1. Oktober 1981 in Sakae) ist ein ehemaliger japanisch-philippinischer Fußballspieler.

## Karriere

### Verein
Er begann seine fußballerische Laufbahn in der Jugend der Kashima Antlers, für die er bis zum Jahr 1999 spielte. Im Jahr 2000 wechselte er dann zum damaligen japanischen Zweitligisten Vegalta Sendai, für den er dann bis 2002 spielte und auch in die Erste Liga aufstieg. Nach einer Leihe zum damaligen Zweitligisten Sagan Tosu im Jahr 2003 wechselte er im Jahr 2004 dann zum Yokohama FC, für den er bis 2005 spielte. Nach einem halbjährigen Einsatz 2006 in Deutschland beim damaligen saarländischen Verbandsligisten 1. FC Reimsbach wechselte er zurück nach Japan zum TDK SC, bei dem er bis zum Jahresende blieb. Danach verblieb er 2007 in Japan und wechselte wieder in die Zweite Liga zum FC Gifu, für den er bis 2009 spielte.
2010 wechselte er dann erstmals nach Indonesien zum Persib Bandung, welchen er aber im Juli schon wieder in Richtung Bontang FC verließ, bei welchem er bis zum Ende des Jahres blieb. Im nächsten Jahr ging es für ihn dann zum Persela Lamongan, für den er bis Ende 2012 spielte. Daraufhin wechselte 2013 er zum myanmarischen Erstligisten Ayeyawady United, den er dann 2014 aber schon wieder in Richtung Trat FC verließ, für den er nur bis zum Juli desselben Jahres spielte. Im August zog es ihn dann in die damals erste philippinische Liga zu Global Makati, für den er dann bis zum August des folgenden Jahres spielte. Danach ging es für ihn zurück nach Japan, diesmal zum japanischen Viertligisten Tōkyō Musashino City FC, für den er bis zum Ende des Jahres spielte. Daraufhin ging es für ihn 2016 wieder in die Philippinen, diesmal zum damals noch unter dem Namen JP Voltes FC spielenden Verein JPV Marikina FC, bei dem er dann bis Ende Januar 2018 blieb. Sein nächster Verein war danach der Erstligist Davao Aguilas, welcher aber im Dezember 2018 aus der Liga zurückgezogen und schließlich aufgelöst wurde. Einen neuen Verein fand er dann Ende Februar 2019 im japanischen Fünftligisten Tokyo 23 FC. Dort beendete er schon zwei Monate später seine aktive Karriere.

### Nationalmannschaft
Am 9. November 2014 wurde er nach seiner vorherigen Einbürgerung als philippinischer A-Nationalspieler bei der 0:3-Niederlage im Freundschaftsspiel gegen Thailand zur zweiten Halbzeit eingesetzt.

## Privates
Er hat einen japanischen Vater sowie eine philippinische Mutter aus Zamboanga.